# Hans Gatzke
Hans Wilhelm Gatzke (geboren 10. Dezember 1915 in Dülken; gestorben 11. Oktober 1987 in New Haven, Connecticut) war ein deutsch-amerikanischer Historiker.

## Leben
Hans Wilhelm Gatzke war ein Sohn von Wilhelm Gatzke und Else Schwab. 1934/35 war er Austauschstudent am Williams College in Williamstown, Massachusetts. Ab 1935 studierte er Geschichte an den Universitäten in Bonn und München. 1937 emigrierte er in die USA und ging erneut ans Williams College und machte dort einen B.A. 1939 wurde er M.A. an der Harvard University und wurde dort Teaching fellow und Tutor.
Gatzke diente 1944 bis 1946 in der amerikanischen Armee. Beim von Luxemburg aus kurz vor Kriegsende operierenden Tarnsender 1212 arbeitete er mit. Nach der Promotion in Harvard 1947 lehrte er bis 1964 an der Johns Hopkins University und erhielt dort 1956 ein Guggenheim Fellowship. 1951/52 lehrte er an der School of Historical Studies des Institute for Advanced Study. 1965 wechselte er an die Yale University und lehrte dort bis zum Eintritt in den Ruhestand 1986.
Gatzke wurde 1950 mit dem Herbert Baxter Adams Prize der American Historical Association ausgezeichnet. Er stiftete einen Preis, der von derselben Vereinigung für die beste Studie zur „europäischen Militärgeschichte seit 1870“ vergeben wird. Außerdem wird am Williams College durch die Hans W. Gatzke Professur of Modern European History an ihn erinnert.

## Schriften (Auswahl)
- (Hrsg.) Carl von Clausewitz. Principles of war. Translated with an introduction, Harrisburg, PA: Military Service Publishing Company, 1942; Reprint, Mineola, NY: Dover Publications, 2003 (auch verfügbar unter: https://www.clausewitz.com/readings/Principles/).
- Germany’s Drive to the West. A Study of Germany’s Western War Aims During the First World War. Baltimore: Johns Hopkins University Press, 1950.
- Stresemann and the Rearmament of Germany. Baltimore: Johns Hopkins University Press, 1954.
- The Present in Perspective. A Look at the World Since 1945. Chicago: Rand McNally, 1957 (Nachdrucke 1961 and 1965).
- (Hrsg.) European Diplomacy Between Two Wars, 1919–1939. Chicago: Quadrangle Books, 1972.
- Germany and the United States. A 'Special Relationship'? Cambridge, Mass.: Harvard University Press, 1980.